# Ferrari 342 America
La 342 America, nata nel 1951 sulle orme della 340 America, era una autovettura da granturismo prodotta dalla Ferrari dal 1951 al 1953.

## Il contesto
Sull'orma delle vittorie di Villoresi e Cassani nella Mille Miglia con la 340, si decise di avviare anche di quel modello la produzione di un modello granturismo e, già nell'ottobre dell'anno stesso, venne presentata al salone di Parigi in anteprima un imponente coupé carrozzato da Ghia denominato appunto 342 America. Fu però Pinin Farina a creare gli allestimenti più eleganti ed originali per questo modello. Infatti, già dal '52 il carrozziere torinese ha iniziato una stretta e prolifica collaborazione con la casa del cavallino rampante, che si ripresenterà vincente negli anni a seguire.

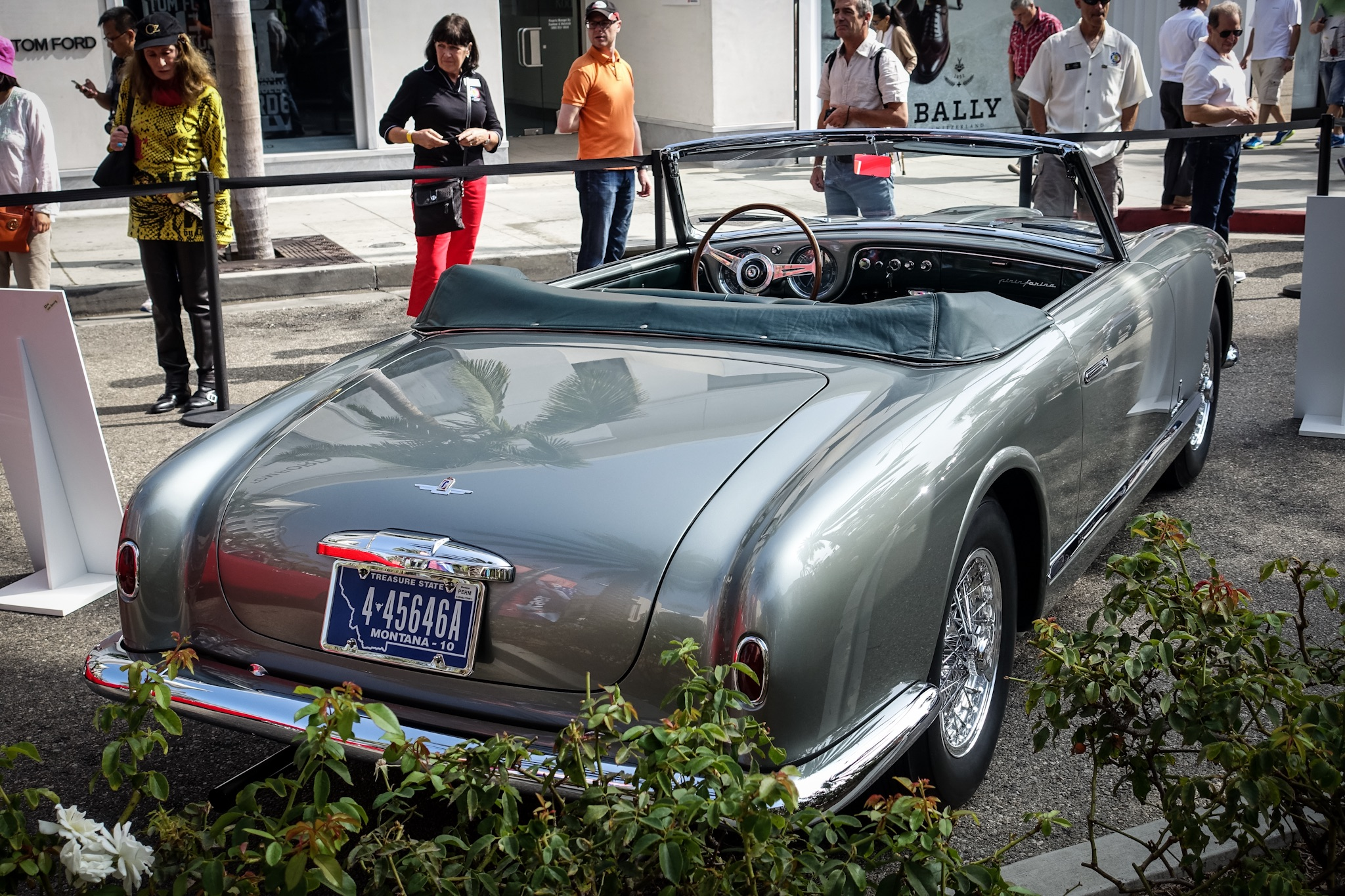
La versione cabriolet

L'auto era pensata per una clientela che pensava poco alla sportività, ed infatti il motore di 4101cm³ era stato "addolcito", abbassando il regime massimo di rotazione a 5000 rpm, rispetto 6000 della versione 340, e accoppiandolo ad un cambio a 4 marce sincronizzato e ad un passo maggiorato a 2650 mm, affinché ne beneficiassero il comfort e la guidabilità della vettura, resa più idonea ad un uso da strada.
Fu Pinin Farina che cominciava ad affermarsi a Maranello, a costruire le 342 più famose e riconosciute: fece una cabriolet nera per l'ex re Leopoldo III del Belgio (che però montava il motore della Ferrari 375 da 4493,73 cm³) ed una color argento che fu esposta al Salone di New York del 1953, sul quale il carrozzatore ripropose le linee pulite ed eleganti già vedute sulla 212 Inter.
Nel 1952 la gamma venne ampliata, poiché vennero ad aggiungersi due coupé, uno nero ed uno argentato, entrambi caratterizzati da una prominente calandra e dall'adozione del lunotto panoramico, e dotati anch'essi di indubbia personalità estetica. Le caratteristiche del disegno dovevano ovviamente rispettare le aspettative della casa, che era all'epoca ancora alla ricerca di un interprete che sapesse conferire originalità alle proprie automobili da strada.
L'ultimo dei sei esemplari prodotti venne invece carrozzato da Vignale.